# 迪斯帕奇 (堪薩斯州)
迪斯帕奇（英語：Dispatch）是位於美國堪薩斯州史密斯縣的一個非建制地區。

## 歷史
迪斯帕奇的郵政局於1891年設立，直到1904年結束營運。

## 地理
迪斯帕奇所處的海拔為高於海平面472米（即1549英呎），而該地所採用的時區為UTC-6，即北美中部時區（CST）。同時該地設有夏令時間，為UTC-6調快一小時，即UTC-5（CDT）。